# مشكلة لامبرت
في الميكانيكا السماوية، مشكلة لامبرت هي المعنية بتحديد مدار من خلال نقطتين ومتجهين وزمن الرحلة، وقد طرحت في القرن الثامن عشر من قبل يوهان هاينريش لامبرت وحُلت رسمياً بإثبات رياضي من قبل جوزيف لويس لاغرانج. لها تطبيقات مهمة في مجالات اللقاء، والاستهداف، والتوجيه، وتحديد المدار التمهيدي.
لنفترض أن هناك جسمًا تحت تأثير قوة جاذبية مركزية يتحرك من النقطة P1 على مسار مخروطي إلى نقطة P2 في زمن T. يرتبط زمن الرحلة بمتغيرات أخرى وفقًا لنظرية لامبرت، التي تنص على ما يلي:
زمن الانتقال لجسم يتحرك بين نقطتين على مسار مخروطي هو دالة فقط من مجموع المسافات بين النقطتين من مركز القوة، المسافة الخطية بين النقطتين، ونصف المحور الرئيسي للمسار المخروطي.
بصيغة أخرى، مشكلة لامبرت هي مشكلة القيمة الحدية للمعادلة التفاضلية

## التحليل الهندسي الأولي
النقاط الثلاث
- {\displaystyle F_{1}} مركز الجذب ،
- {\displaystyle P_{1}} ، النقطة المقابلة للمتجه {\displaystyle {\bar {r}}_{1}}
- {\displaystyle P_{2}} ، النقطة المقابلة للمتجه {\displaystyle {\bar {r}}_{2}}

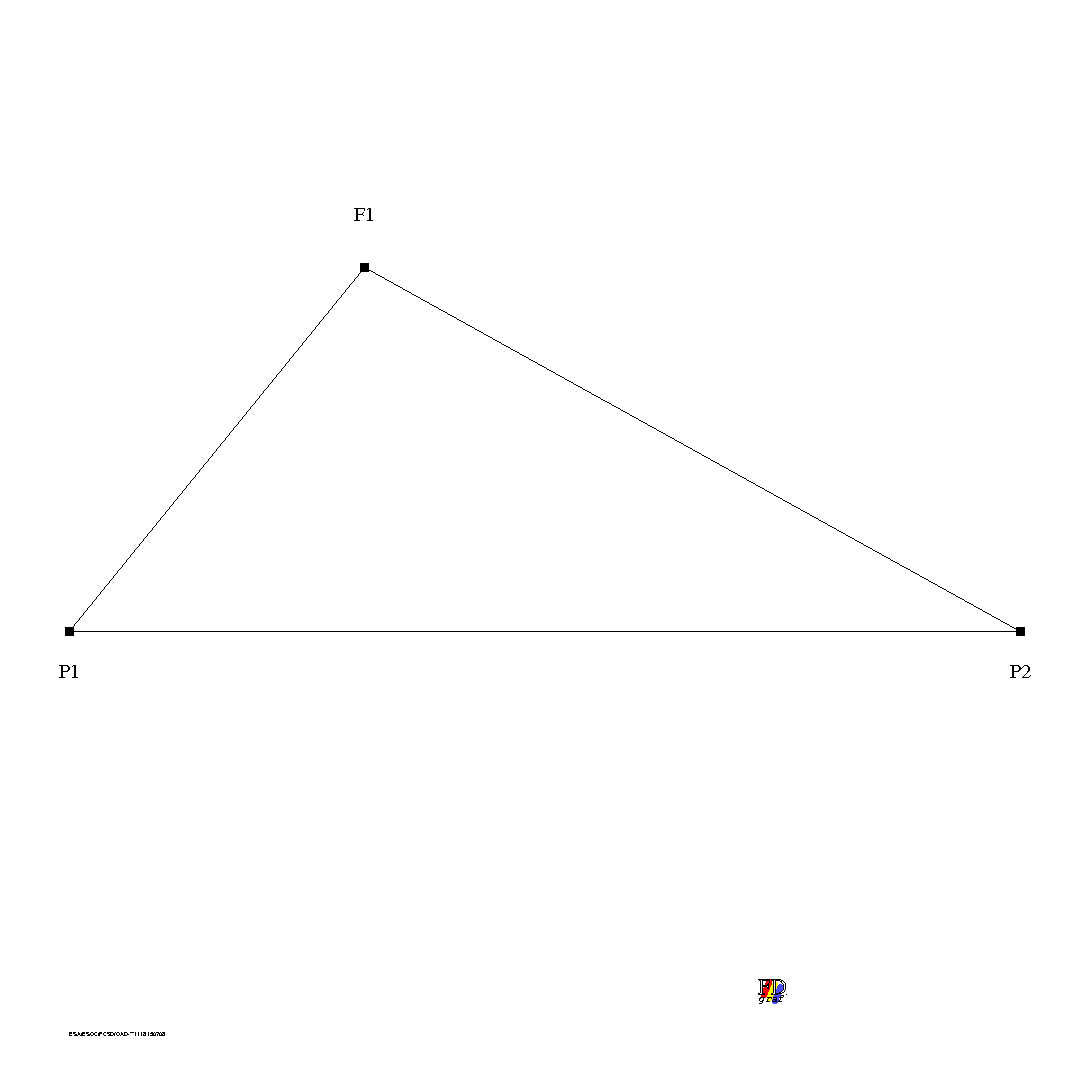
شكل 1: هي مركز الجذب ، هي النقطة المقابلة للمتجه ، و هي النقطة المقابلة للمتجه

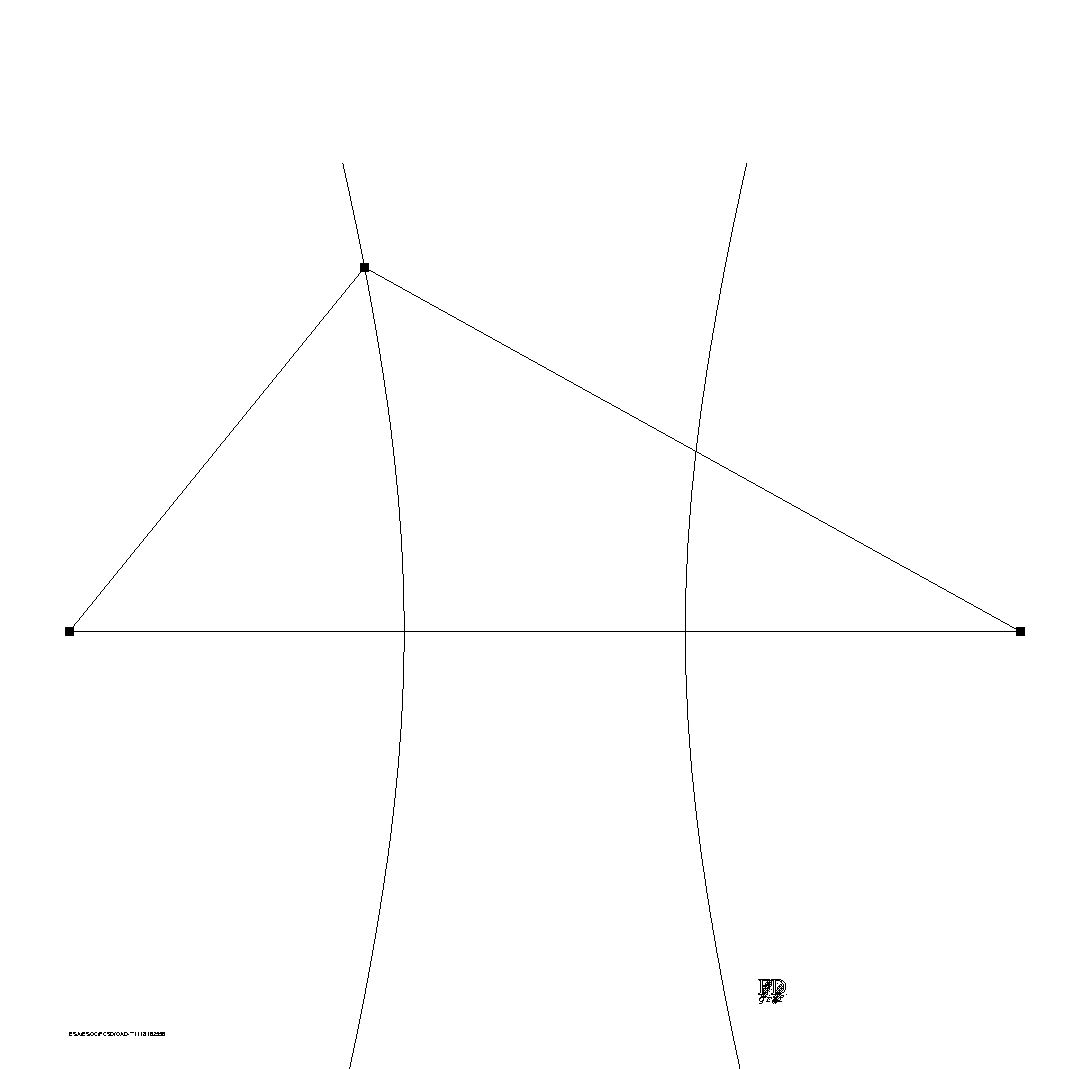
الشكل 2: القطع الزائد مع النقاط و كبؤر عابرة

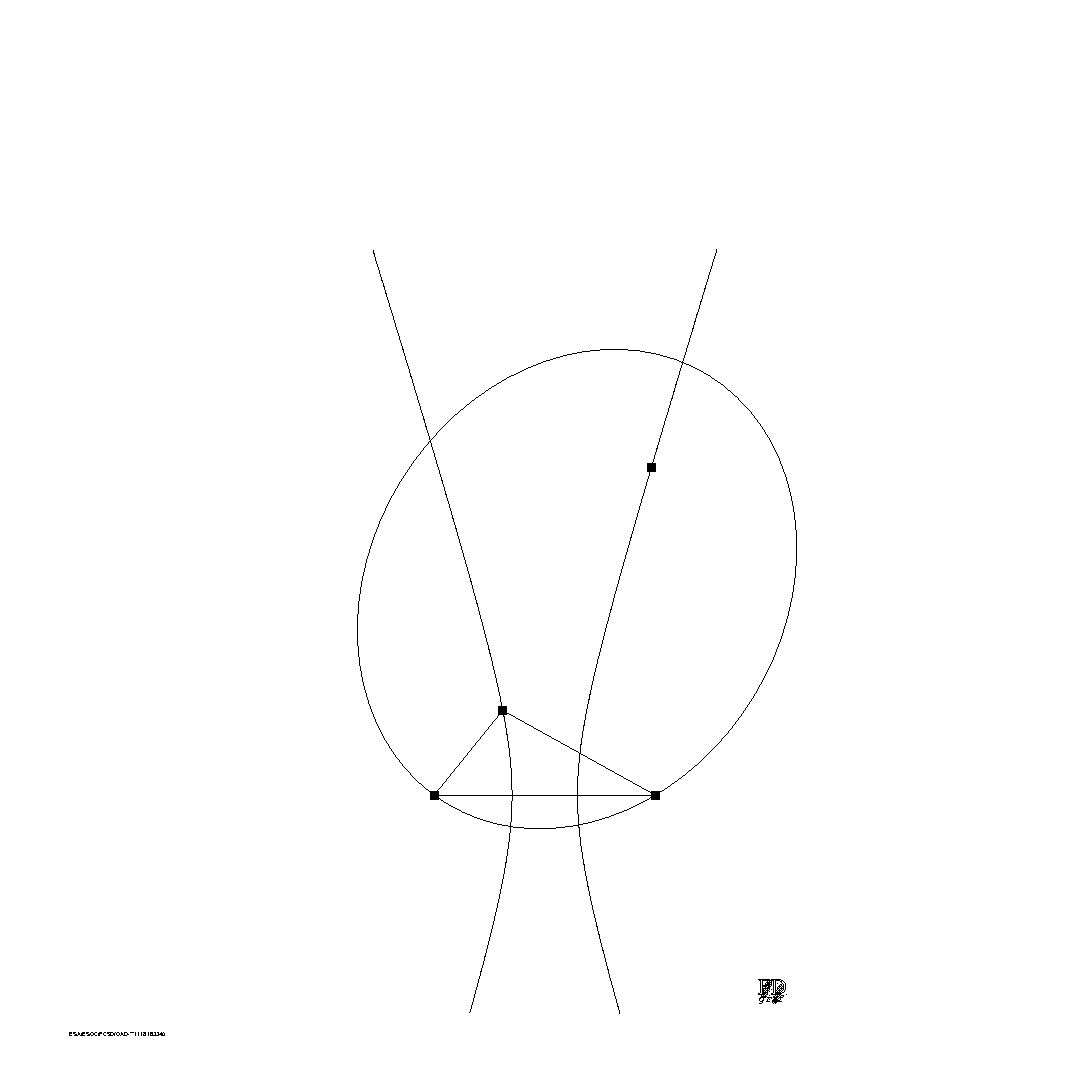
الشكل 3: قطع ناقص مع النقاط و كبؤر عابرة و

يتم تكوين مثلث في السطح المعرف بواسطة المتجهين {\displaystyle {\bar {r}}_{1}} و {\displaystyle {\bar {r}}_{2}} كما هو موضح في الشكل 1. المسافة بين النقطتين {\displaystyle P_{1}} و {\displaystyle P_{2}} هي {\displaystyle 2d}، والمسافة بين النقطتين {\displaystyle P_{1}} و {\displaystyle F_{1}} هي {\displaystyle r_{1}=r_{m}-A}، والمسافة بين النقطتين {\displaystyle P_{2}} و {\displaystyle F_{1}} هي {\displaystyle r_{2}=r_{m}+A}. قيمة {\displaystyle A} إيجابية أو سالبة تعتمد على أي من النقطتين {\displaystyle P_{1}} و {\displaystyle P_{2}} هي الأبعد عن النقطة {\displaystyle F_{1}}. المشكلة الهندسية المطلوب حلها هي إيجاد جميع القطع ناقص التي تمر عبر النقطتين {\displaystyle P_{1}} و {\displaystyle P_{2}} ولها تركيز في النقطة {\displaystyle F_{1}}.

## كود مفتوح المصدر
- من ماتلاب المركزية
- PyKEP مكتبة Python لميكانيكا رحلات الفضاء والديناميكا الفلكية (تحتوي على محلل Lambert ، تم تنفيذه في C ++ ومعرض Python عبر boost python)

## روابط خارجية
- نظرية لامبرت من خلال العدسة الأفينية . ورقة بقلم آلان البوي تحتوي على مناقشة حديثة لمشكلة لامبرت وجدول زمني تاريخي. أرشيف خي:1711.03049
- إعادة النظر في مشكلة لامبرت . ورقة من إعداد Dario Izzo تحتوي على خوارزمية لتوفير تخمين دقيق للطريقة التكرارية لأصحاب المنزل التي تكون دقيقة مثل إجراءات Gooding بينما تكون أكثر كفاءة من الناحية الحسابية.دُوِي:10.1007/s10569-014-9587-y
- نظرية لامبرت - حل متسلسل كامل . ورقة بقلم جيمس ثورن مع حل جبري مباشر يعتمد على سلسلة الارتداد الهندسي المفرط لجميع الحالات الزائدية والإهليلجية لمسألة لامبرت.[1]

1. ↑  THORNE، JAMES (17 أغسطس 1990). "Series reversion/inversion of Lambert's time function". American Institute of Aeronautics and Astronautics. Reston, Virigina. DOI:10.2514/6.1990-2886. مؤرشف من الأصل في 2023-06-14.